# Karu Jayasuriya
Pour les articles homonymes, voir Jayasuriya.
Karu Jayasuriya (né le 29 septembre 1940) est un homme politique du Sri Lanka. Il a été adjoint au président du Parti national uni. 

## Biographie
Il est élu maire de Colombo en 1997. Après avoir administré efficacement la ville la plus peuplée du pays, le parti le nomme candidat du poste du Premier Ministre de la province de l'Ouest. Il perd l'élection de peu.  
Il crée un précédent en refusant d'imprimer des affiches qui, selon Jayasuriya encouragent la violence et contribuent à la pollution de la ville. a dit qu'il a travaillé dur pour maintenir la ville propre. 
Pendant les élections de 2000 il est élu dans la conscription de Gampaha.
À cause du victoire du Parti national uni aux élections legislatives de 2001, il devient ministre de l'énergie du pays. Avec la dissolution du parlement par le président Chandrika Kumaratunga en avril 2004 et la défaite du Parti national uni, il retourne aux bancs des députés de l'opposition. À l'élection présidentielle de 2005 où Wickremesinghe est le candidat du parti, Jayasuriya est désigné comme le candidat pour la fonction de Premier ministre en cas du succès du parti. 